# 國立清華大學理學院
國立清華大學理學院（英語：College of Science, National Tsing Hua University），隸屬於國立清華大學，為目前該校十二個學院之一。1956年國立清華大學於台灣新竹市復校，成立原子科學研究所，下設數學組、物理組、放射化學組。而後先後成立數學系、物理系以及化學系，1973年，經教育部核准，於清華各系所之上設立理、工、原子科學三個學院，沈君山為理學院首任院長。

## 沿革[5]
- 1956年：國立清華大學復校，成立原子科學研究所，下設數學組、物理組、放射化學組。
- 1958年5月25日：舊物理館落成（現化工系館處）。
- 1963年：成立數學研究所。
- 1964年：成立數學系。
- 1965年：成立物理學系。
- 1966年：成立化學系及物理研究所（前原子科學所物理組）。同年11月，數學館落成。
- 1967年：化學館落成。
- 1968年：成立化學研究所。
- 1970年：數學研究所增設應用數學組。
- 1971年，清大天文台於舊物理館頂樓建成[6]。
- 1972年：應用數學組分出，單獨成立應用數學研究所，同時亦成立應用物理研究所、應用化學研究所。
- 1973年：經教育部核准，將校內各系分設學院，成立理學院、工學院、原子科學院[n 1]。
- 1974年：成立分子生物研究所。
- 1977年：成立計算機管理決策研究所。
- 1980年：成立中國語文學系。
- 1982年：成立外國語文學系。
- 1983年：應用物理研究所併入物理研究所，應用化學研究所併入化學研究所。
- 1984年：中國語文學系及外國語文學系轉隸人文社會學院。
- 1985年：分子生物研究所更名為生命科學研究所
- 1988年：物理系遷入落成之新物理館，舊館拆除；同年，計算機管理決策研究所更名為資訊科學研究所，應用數學所統計組另分出成立統計學研究所。
- 1989年：綜合三館（又稱數學館）落成。
- 1990年：成立資訊科學系。
- 1991年：成立生物醫學研究所及生命科學系。同年，新天文台於新物理館頂樓重建[n 2]。
- 1992年：生命科學系、生命科學研究所及生物醫學研究所轉隸生命科學院。
- 1993年：化學系館落成。
- 1995年：物理研究所併入物理學系、化學研究所併入化學系，資訊科學研究所併入資訊科學系。
- 1996年：數學研究所及應用數學研究所併入數學系。
- 1998年：資訊科學系轉隸電機資訊學院。
- 2001年：天文研究所成立。
- 2003年：物理學系增設光電物理組。
- 2006年：成立理學院學士學位學程。
- 2008年：成立清華基礎科學研究中心（校級中心，隸屬清華研發處），並與國家同步輻射研究中心合作，成立先進光源科技學位學程。
- 2010年：理學院學士學位學程更名為理學院學士班。
- 2016年：成立計算與建模科學研究所。
- 2017年：物理學系增設天文物理組，為台灣第一個於大學部開設專攻天文物理領域之系組[8]。
- 2022年：先進光源科技學位學程停招，成立量子科技暨尖端材料博士學位學程。

## 系所單位

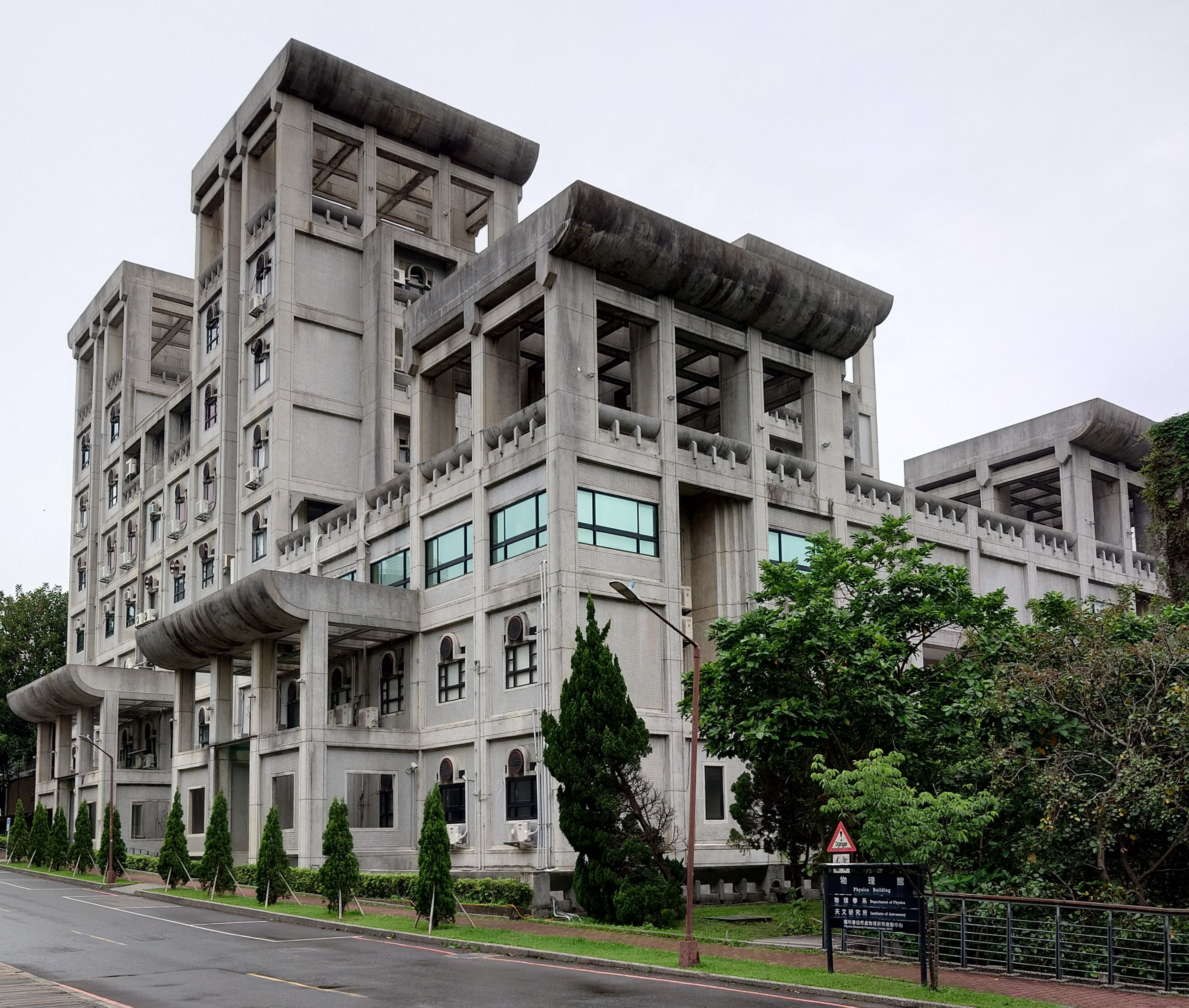
物理館外觀

目前學院有三個學系、一個學士班學程、三個研究所，以及一個學位學程。

### 學系與學士班學程
- 數學系
- 物理學系
  - 物理組
  - 天文物理組
  - 光電物理組
- 化學系
- 理學院學士班

### 研究所
- 天文研究所
- 統計學研究所
- 計算與建模科學研究所

### 學位學程
- 量子科技暨尖端材料學位學程

## 歷任院長
| 屆數 | 姓名   | 任期           | 學經歷 |
| ---- | ------ | -------------- | --- |
| 1    | 沈君山 | 1973年－1979年 | 美國馬里蘭大學物理學博士、國立清華大學校長、教改會委員                                                                    |
| 2    | 劉遠中 | 1979年－1982年 | 東京教育大學博士、國家同步輻射研究中心主任，诺贝尔奖得主李远哲之从母姓的堂兄                                              |
| 3    | 劉兆玄 | 1982年－1984年 | 加拿大多倫多大學化學博士、國立清華大學校長、東吳大學校長、教改會委員 國科會主委、交通部部長、行政院院長、總統府資政       |
| 4    | 沈君山 | 1984年－1987年 | |
| 5    | 陳信雄 | 1987年－1992年 | 美國約翰霍普金斯大學電機博士、國立清華大學副校長                                                                          |
| 6    | 廖俊臣 | 1992年－1998年 | 加拿大西安大略大學化學博士、中國化學會理事長                                                                              |
| 7    | 許世壁 | 1998年－2004年 | 美國愛荷華大學數學博士 |
| 8    | 張石麟 | 2004年－2007年 | 美國紐約布魯克林理工學院物理学博士、國立清華大學副校長 國科會自然科學發展處處長、國家同步輻射研究中心主任、中央研究院院士 |
| 9    | 古煥球 | 2007年－2013年 | 美國聖地牙哥加利福尼亞大學物理学博士、國科會自然科學發展處處長                                                            |
| 10   | 劉瑞雄 | 2013年－2019年 | 美國哥倫比亞大學化学博士                                                                                                  |
| 11   | 蔡孟傑 | 2019年－2022年 | 美國麻省理工學院數學博士                                                                                                  |
| 12   | 牟中瑜 | 2022年－       | 美国加州理工学院物理博士                                                                                                  |

## 註解
1. ↑  理學院創立，距離籌設已有十年之久[7]。
2. ↑  清大天文台一開始並不屬於理學院，而是由物理系學生所建立，而後由這群學生成立的天文社進行管理，及至1991年物理學系於今物理館頂樓建立新的天文台（舊的隨舊物理館一同拆除），天文台才改由物理學系管理

## 外部連結
- 國立清華大學理學院（页面存档备份，存于）